# マフィアバッグ
マフィアバッグはアルゼンチンのMarcos MafiaとPatz Mafiaの兄弟で設立したカバンメーカー。パラグライダー、ウインドサーフィン、カイトの帆などスポーツ仕様の素材でバックや財布などを作っている。素材は主に寄付で集められており、集められた素材の一部を使って、持ち主の好きなデザインのカバンなどを提供している。
2014年にはアメリカのクラウドファンディング、Kickstarterで出資金を集めアルゼンチンからアメリカ市場への進出を果たした。主にアルゼンチン、カリフォルニア州サンフランシスコを拠点とし、工房で手作業で製作されている。